# نجم الدين صادق
نجم الدين صادق (بالتركية: Necmettin Sadak)، من مواليد 1890، وتوفي بتاريخ 21 سبتمبر 1953 بمدينة نيويورك الأمريكية، وهو كاتب ووزير سياسي تركي سابق، عمل بمنصب وزير الخارجية التركية من سنة 1947 لسنة 1950، اشتهر نجم الدين صادق بتأليف كتاب الأبجدية التركية باللغة التركية العثمانية.